# Kidei református templom
A kidei református templom műemlékké nyilvánított templom Romániában, Kolozs megyében. A romániai műemlékek jegyzékében a CJ-II-m-B-07562 sorszámon szerepel.